# Кадри, Тахир
Мухаммад Тахир Кадри (англ. Muhammad Tahir-ul-Qadri; урду محمد طاهر القادری‎; род. 19 февраля 1951, Джанг) — мусульманский реформатор и государственный деятель из Пакистана, лидер и основатель общественной организации «Путь Корана» (Минхадж уль-Коран). Тахир является сторонником Ханафитского мазхаба.

## Политическая деятельность
В 1989 году основал партию Пакистанское народное движение (Пакистан Авами Техрик), поддерживающую исламскую демократию и исламский социализм.
В декабре 2012 года Тахир Кадри вернулся в Пакистан из Канады и начал вести активную политическую деятельность. Главная цель его кампании — осуществление «демократической революции» в Пакистане. «Марш миллионов» в Исламабаде собрал тысячи митингующих под его руководством с требованием реформ избирательной системы, смены власти и искоренения «существующей в стране коррупционной феодальной системы». 14 января 2013 года около 5000 человек прошли маршем по главной аллее столицы. 16 января, по оценкам, пришло 2,000 человек. Многие из митингующих прибыли из других городов: Миянвали, Гуджар-Хан, Кветта, Пешавар, Зона Племён, Леях, Мултан, Лахор, Гуджранвала, Мардан, Дера-Исмаил-Хан, Карачи, Хайдарабад, Хайрпур, Дера-Гази-Хан, Бхаккар и прочих.
В 2010 Тахир Кадри издал «Фетву о терроризме» (опубликована в 2011 году), в которой осудил применение террористических методов.